# Мухаммед Ас-Саглаві
Мухаммед Ас-Саглаві (араб. محمد السهلاوي, нар. 1 березня 1987, Ель-Хуфуф) — саудівський футболіст, нападник клубу «Аль-Наср» (Ер-Ріяд) і національної збірної Саудівської Аравії.

## Клубна кар'єра
У дорослому футболі дебютував 2005 року виступами за команду кувейтського клубу «Аль-Кадісія», в якій провів чотири сезони, взявши участь у 66 матчах чемпіонату. У складі «Аль-Кадісії» був одним з головних бомбардирів команди, маючи середню результативність на рівні 0,47 голу за гру першості.
Протягом 2008 року на умовах оренди захищав кольори команди клубу «Аль-Фатех».
До складу клубу «Аль-Наср» (Ер-Ріяд) приєднався 2009 року. Відтоді встиг відіграти за цю саудівську команду 113 матчів в національному чемпіонаті.

## Виступи за збірну
У 2010 році дебютував в офіційних матчах у складі національної збірної Саудівської Аравії. Наразі провів у формі головної команди країни 15 матчів, забивши 6 голів.
У складі збірної був учасником кубка Азії з футболу 2015 року в Австралії.

## Досягнення
- Саудівська Прем'єр-ліга:
  -  Чемпіон (3): 2013/14, 2014/15, 2018/19

- Кубок наслідного принца Саудівської Аравії:
  -  Володар (1): 203/14